# Estadio Carlos Nieto Pesántez
El Estadio Carlos Nieto Pesántez es un estadio multiusos. Está ubicado en la ciudad de  Santa Rosa, provincia de El Oro en la Avenida Sixto Duran Ballen y El oro a pocos metros de El parque de la madre o infantil. Fue inaugurado en el año 1954. Es usado mayoritariamente para la práctica del fútbol, y allí juega como local el equipo de la ciudad el Santa Rosa Fútbol Club, equipo de la Segunda Categoría del fútbol ecuatoriano. 
Además la Liga deportiva cantonal realiza campeonatos infantiles y juveniles .
Tiene capacidad para 2500 espectadores.
- Datos: Q5847837